# Woman’s Art Club of New York

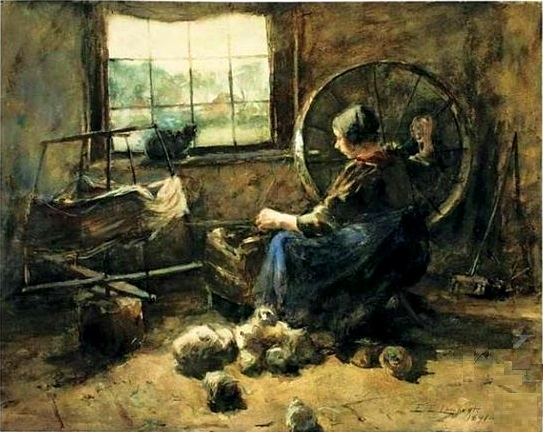
Das Gemälde The Breadwinner des Clubmitglieds Emma Lampert Cooper wurde 1893 auf der Weltausstellung in Chicago ausgezeichnet.

Der Woman’s Art Club of New York war eine Organisation zur Förderung und Vermarktung von Kunstwerken von Frauen. Er veranstaltete jährliche Kunstausstellungen und gab damit Künstlerinnen die Chance, sich in der männlich dominierten Kunstszene einen Namen zu machen. Der Club wurde 1890 in New York gegründet und bestand bis 1913 unter diesem Namen, dann benannte er sich in National Association of Women Painters and Sculptors um. Seine heutige Nachfolgeorganisation ist die National Association of Women Artists.

## Geschichte

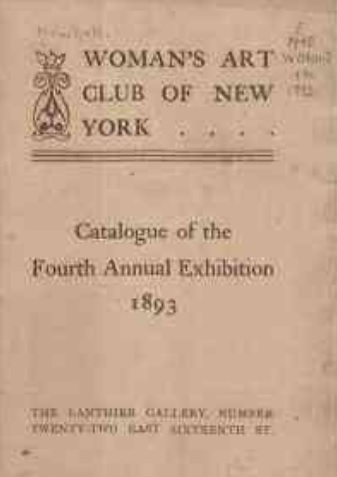
Ausstellungskatalog des Woman’s Art Club of New York von 1893

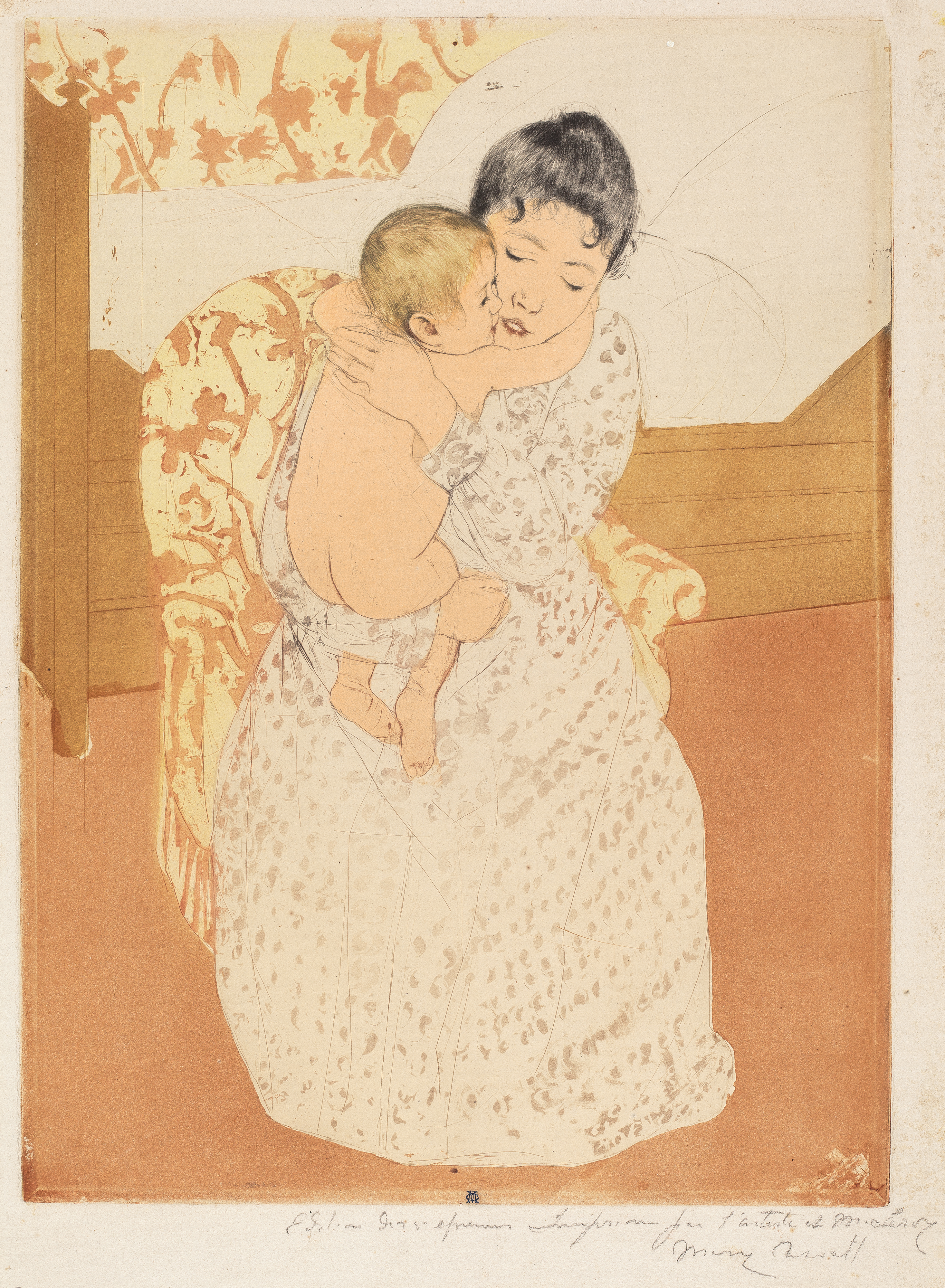
Maternal Caress von Mary Cassatt (1891)

Der Woman’s Art Club of New York wurde 1890 von Anita C. Ashley, Adele Frances Bedell, Elizabeth S. Cheever, Grace Fitz-Randolph und Edith Mitchel Prellwitz gegründet. Als Vorbild dienten ähnliche Vereinigungen, die es bereits an anderen Orten, wie zum Beispiel in Paris, gab. Der Club hatte sein Büro in Manhattan. Sein Ziel war es, einen Raum für Frauen zu schaffen, in dem sie ihre Kunstwerke von Frauen begutachten lassen konnten, ohne dem Sexismus der Kunstwelt ausgesetzt zu sein, in der Kunstwerke von männlichen Künstlern meist höher geschätzt wurden. Anders als Kunstschulen für Frauen ging es dem Woman’s Art Club of New York nicht um die Vermittlung von Wissen und Techniken, sondern um Öffentlichkeitsarbeit und Vernetzung.
Der Woman’s Art Club of New York veranstaltete jedes Jahr eine Ausstellung, hauptsächlich mit Kunstwerken seiner Mitglieder. Künstlerinnen konnten ihre Werke einreichen, die dann von einer Jury ausgewählt wurden. 1890 fand die erste Ausstellung im Berkeley Athletic Club statt. In seiner der dritten Ausstellung im Jahr 1892 wurden knapp 300 Kunstwerke ausgestellt, darunter Gemälde, Zeichnungen und Radierungen.
Mitglieder konnten sowohl Künstlerinnen aus den USA als auch aus anderen Ländern werden; unter anderem hatte der Club Mitglieder aus den Niederlanden und Frankreich. So stellte zum Beispiel Mary Cassatt, die in Paris lebte, ihre von japanischer Kunst beeinflussten Radierungen von Müttern und Kindern auf der dritten Ausstellung des Woman’s Art Club of New York aus. Auch Suzanne Valadon, Rosa Bonheur und Cecilia Beaux nahmen an Ausstellungen des Clubs teil.
Zu den Mitgliedern gehörten die Malerinnen Ruth Payne Burgess, 
Emma Lampert Cooper, 
Jenny Eakin Delony, 
Claude Raguet Hirst, 
Dora Wheeler Keith, 
Rhoda Holmes Nicholls, 
Clara Weaver Parrish, 
Amanda Brewster Sewell, 
Louise Cox und 
M. Jean McLane
und die Bildhauerinnen Gertrude Vanderbilt Whitney und Anna Hyatt Huntington.

## Kunstwerke bekannter Mitglieder

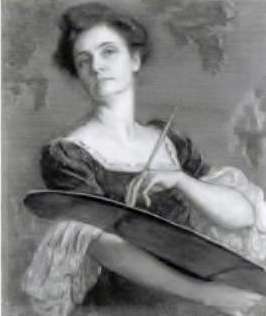
Selbstporträt von Amanda Brewster Sewell (1904)
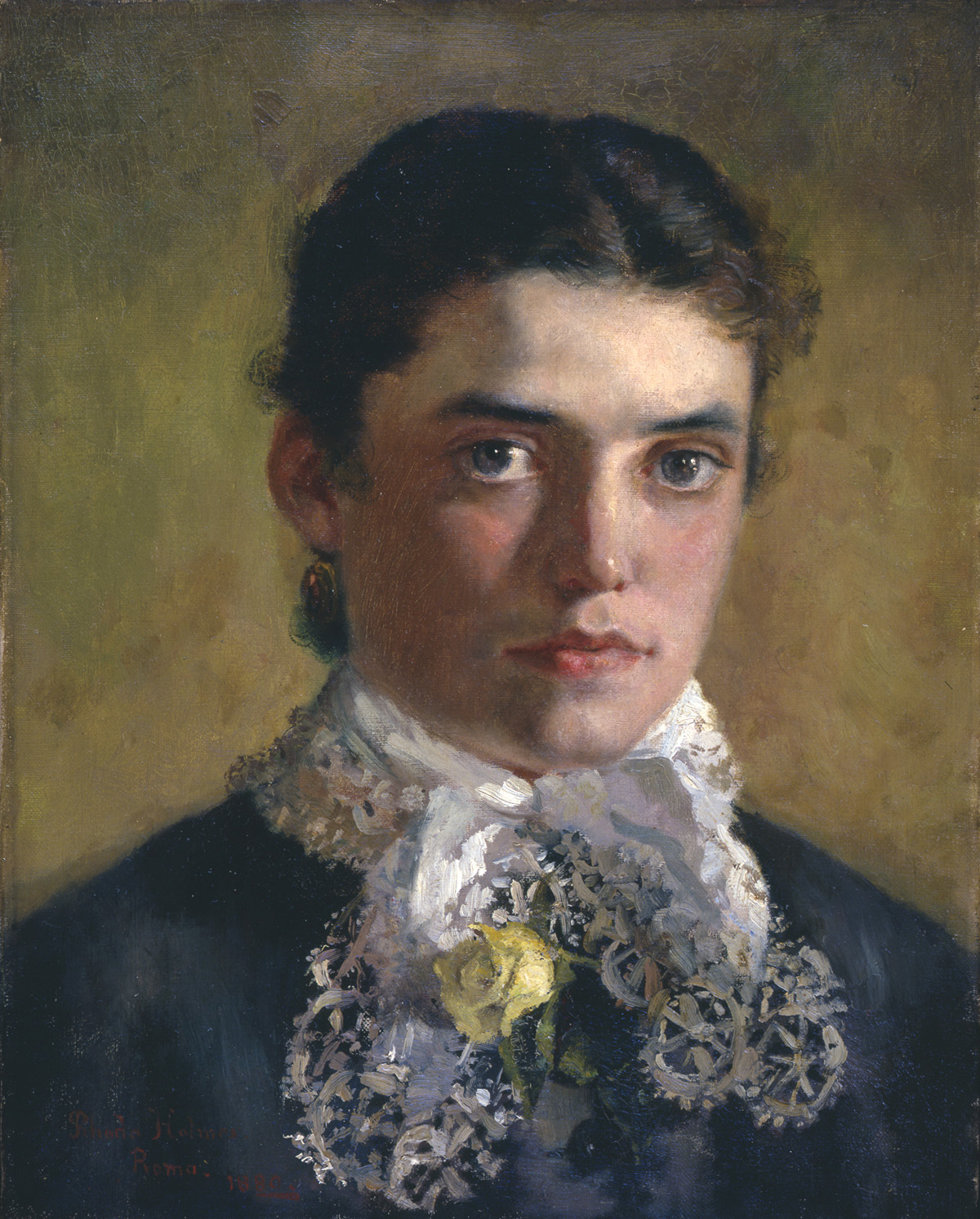
Selbstporträt von Rhoda Carleton Holmes Nicholls
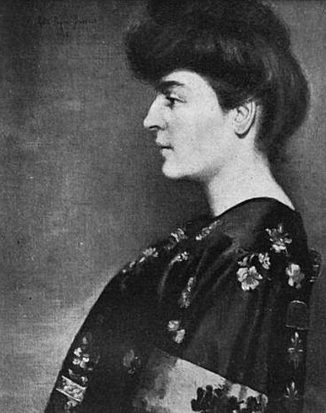
Porträt einer jungen Frau von Ruth Payne Burgess (1915)
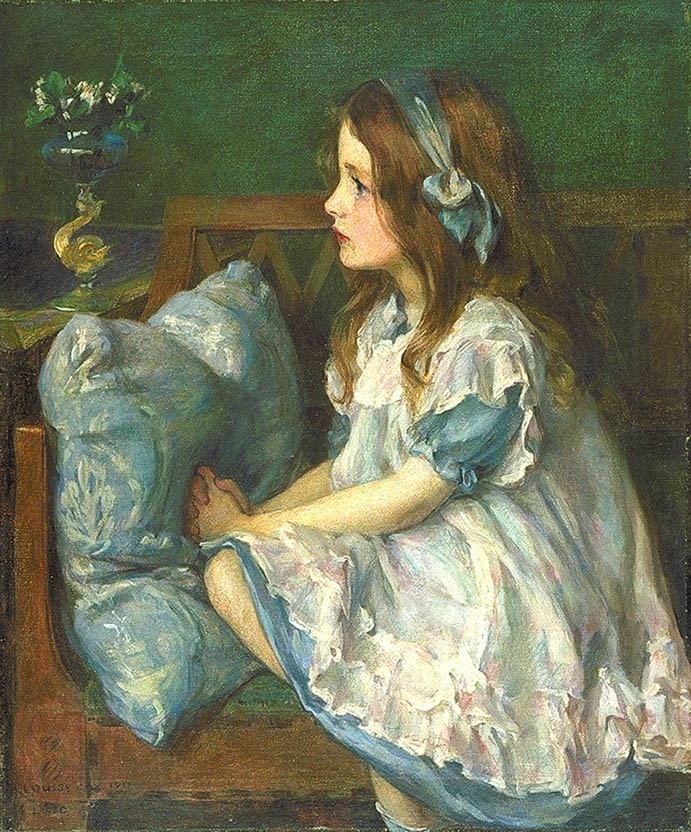
May Flowers von Louise Cox (1911)
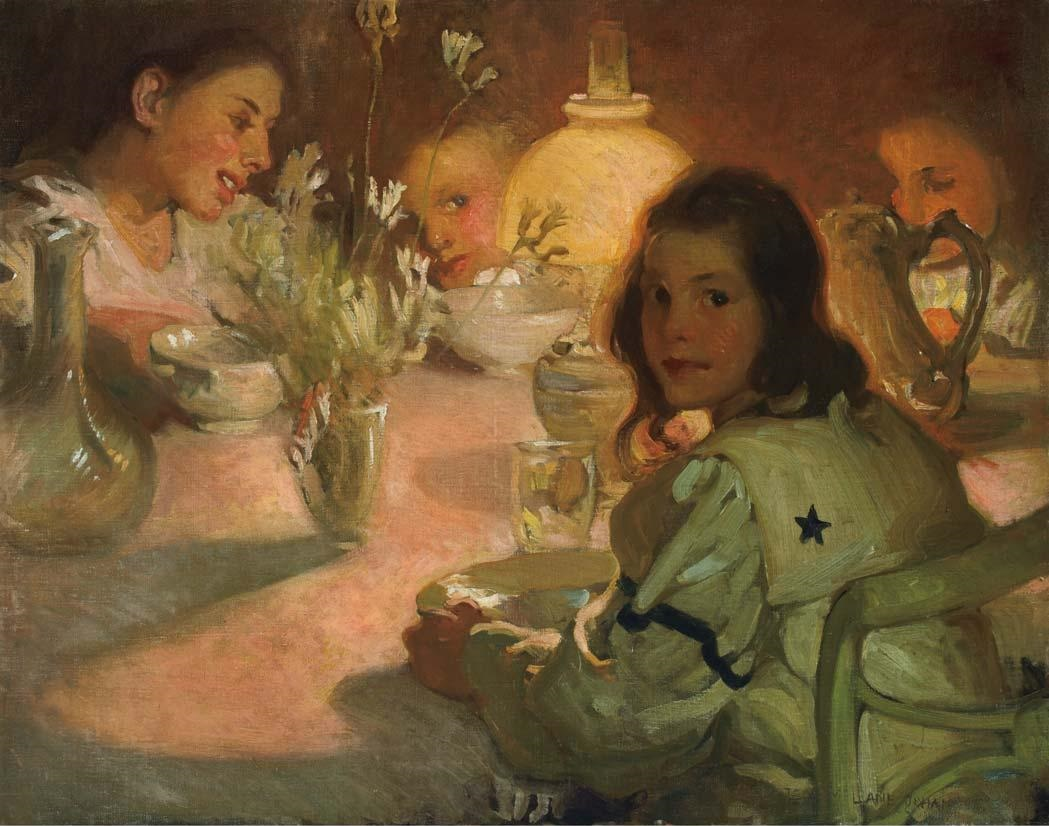
Tea Time von Jean McLane (1905)
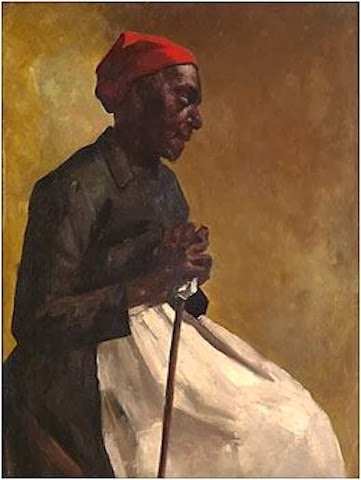
Arkansas Made von Jenny Eakin Delony (1896–1900)
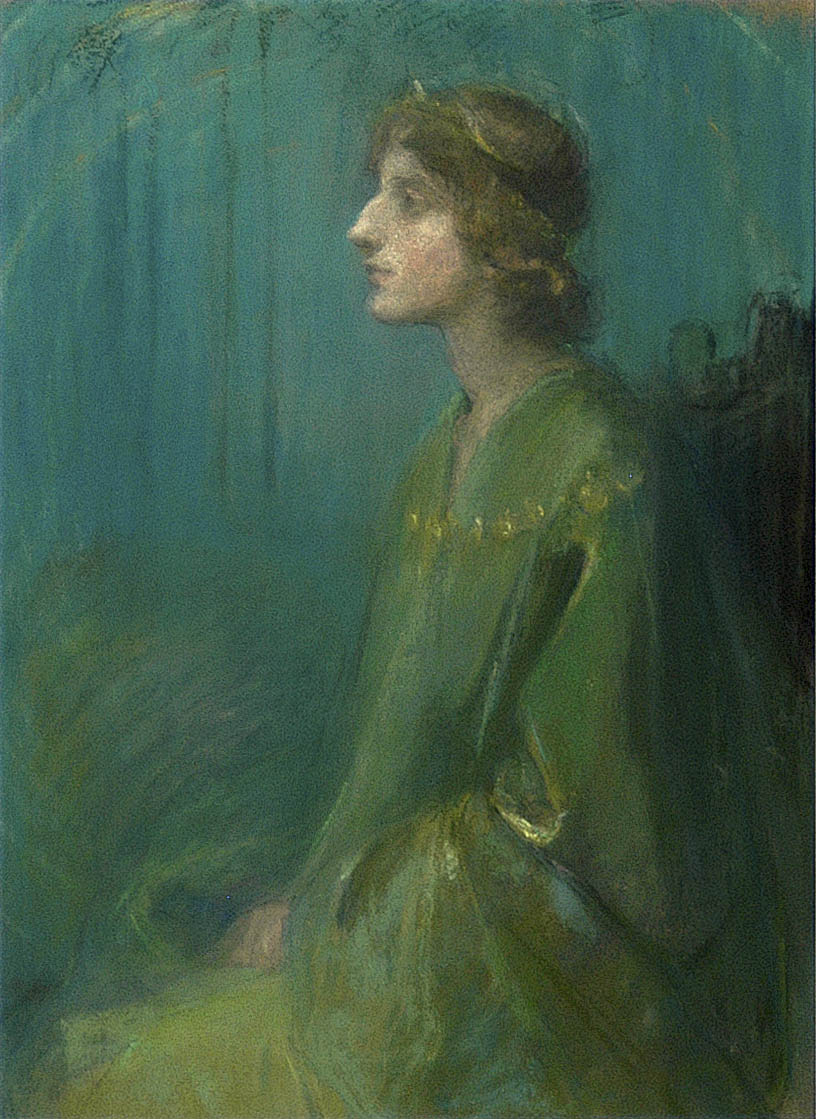
Isolde von Clara Weaver Parrish
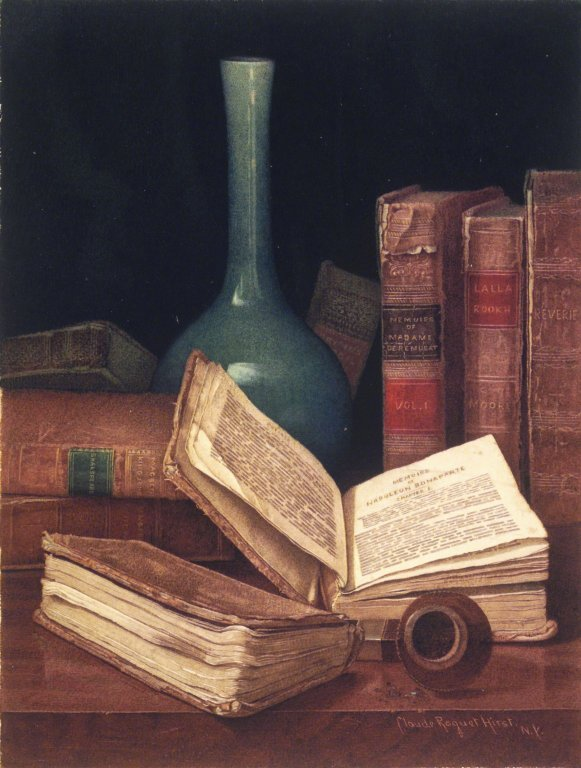
The Bookworm's Table von Claude Raguet Hirst (ca. 1890)